# Vườn quốc gia Ogasawara
Vườn quốc gia Ogasawara (小笠原国立公园 Ogasawara Kokuritsu Koen ?) là một vườn quốc gia nằm tại quần đảo Ogasawara, cách bờ biển thành phố Tokyo khoảng 1000 km về phía nam. Vườn quốc gia được thành lập vào năm 1972 trong đô thị của Ogasawara, bản thân là một phần của Tokyo. Năm 2011, quần đảo Ogasawara được ghi vào danh sách Di sản thế giới của UNESCO bởi những giá trị tự nhiên.

## Địa lý và tự nhiên
Quần đảo còn được gọi là quần đảo Bonin, một tham chiếu của Munin (无人?), có nghĩa là "không có người ở". Quần đảo trở lại thuộc về chính quyền Nhật Bản vào năm 1968, sau quãng thời gian Chiếm đóng Nhật Bản. Các đảo Chichijima, Hahajima, và Mukojima là một phần của vườn quốc gia, nhưng ba khu vực của Quần đảo Kazan, Iwo Jima và Minami Iwo Jima lại không thuộc.

## Động thực vật
Theo IUCN đánh giá của IUCN, 441 đơn vị phân loại thực vật bản địa đã được ghi nhận, trong đó 161 loài thực vật có mạch và 88 cây thân gỗ là loài đặc hữu. Động vật có vú bản địa có Cáo bay Bonin, một loài cực kỳ nguy cấp; Cùng với đó là sự ghi nhận của 195 loài chim, 14 trong số đó có tên trong Sách đỏ của IUCN. Vườn quốc gia có 2 loài bò sát trên mặt đất, trong đó có Rắn mắt kính Ogasawara là loài đặc hữu của quần đảo. Tại đây ghi nhận 1.380 loài côn trùng, 379 loài trong số đó là loài đặc hữu; 134 loài ốc đất với 100 loài là loài đặc hữu. Ngoài ra là 40 loài cá nước ngọt, 23 loài cá voi, 795 cá nước mặn, 226 san hô đã được ghi nhận.